# دومينيك بالامانيا
دومينيك بالامانيا (بالإسبانية: Domènec Balmanya) لاعب كرة قدم ومدرب إسباني ولد في العام 1914 بدأ حياتة الكروية مع نادي برشلونة 35- 44  ، بعد اعتزالة اللعب درب عدة اندية إسبانية مثل  ريال سرقسطة وفلنسيا ونادي برشلونة 56- 58 وأتلتيكو مدريد وإسبانيول.

## روابط خارجية
- دومينيك بالامانيا على موقع قاعدة بيانات كرة القدم.إي يو (الإنجليزية)
- دومينيك بالامانيا على موقع عالم كرة القدم.نت (الإنجليزية)